# Phương pháp Newton
Trong giải tích số, phương pháp Newton (còn được gọi là phương pháp Newton–Raphson), đặt tên theo Isaac Newton và Joseph Raphson, là một phương pháp tìm nghiệm xấp xỉ gần đúng của một hàm số có tham số thực.
{\displaystyle x:f(x)=0\,.}
Phương pháp Newton–Raphson với một biến được thực hiện như sau
Phương pháp này bắt đầu với một hàm f  được xác định qua số thực x, với đạo hàm f ′, và một số gần đúng x0 ban đầu sát với nghiệm của  f. Nếu chức năng đáp ứng các giả định được đưa ra trong công thức đạo hàm và số dự đoán ban đầu gần với nghiệm số, thì một phép xấp xỉ tốt hơn x1 là
{\displaystyle x_{1}=x_{0}-{\frac {f(x_{0})}{f'(x_{0})}}\,.}
Về mặt hình học, (x1, 0) là điểm giao giữa trục x và tiếp tuyến của đồ thị của f tại (x0, f (x0)).
Quá trình được lặp lại với
{\displaystyle x_{n+1}=x_{n}-{\frac {f(x_{n})}{f'(x_{n})}}\,}
cho đến khi đạt được một giá trị nghiệm với độ chính xác cần thiết.
Thuật toán này là đầu tiên trong nhóm thuật toán của các phương pháp Householder, tiếp theo là phương pháp Halley. Phương pháp này cũng có thể được mở rộng cho các hàm số phức và các hệ phương trình.

## Sách tham khảo và đọc thêm
- Kendall E. Atkinson, An Introduction to Numerical Analysis, (1989) John Wiley & Sons, Inc, ISBN 0-471-62489-6
- Tjalling J. Ypma, Historical development of the Newton-Raphson method, SIAM Review 37 (4), 531–551, 1995. doi:10.1137/1037125.
- Bonnans, J. Frédéric; Gilbert, J. Charles; Lemaréchal, Claude; Sagastizábal, Claudia A. (2006). Numerical optimization: Theoretical and practical aspects. Universitext . Berlin: Springer-Verlag. tr. xiv+490. doi:10.1007/978-3-540-35447-5. ISBN 3-540-35445-X. MR 2265882.
- P. Deuflhard, Newton Methods for Nonlinear Problems. Affine Invariance and Adaptive Algorithms. Springer Series in Computational Mathematics, Vol. 35. Springer, Berlin, 2004. ISBN 3-540-21099-7.
- C. T. Kelley, Solving Nonlinear Equations with Newton's Method, no 1 in Fundamentals of Algorithms, SIAM, 2003. ISBN 0-89871-546-6.
- J. M. Ortega, W. C. Rheinboldt, Iterative Solution of Nonlinear Equations in Several Variables. Classics in Applied Mathematics, SIAM, 2000. ISBN 0-89871-461-3.
- Press, WH; Teukolsky, SA; Vetterling, WT; Flannery, BP (2007). "Chapter 9. Root Finding and Nonlinear Sets of Equations Importance Sampling". Numerical Recipes: The Art of Scientific Computing (ấn bản thứ 3). New York: Cambridge University Press. ISBN 978-0-521-88068-8. Bản gốc lưu trữ ngày 11 tháng 8 năm 2011. Truy cập ngày 23 tháng 9 năm 2017.. See especially Sections 9.4 Lưu trữ ngày 11 tháng 8 năm 2011 tại Wayback Machine, 9.6 Lưu trữ ngày 11 tháng 8 năm 2011 tại Wayback Machine, and 9.7 Lưu trữ ngày 11 tháng 8 năm 2011 tại Wayback Machine.
- Endre Süli and David Mayers, An Introduction to Numerical Analysis, Cambridge University Press, 2003. ISBN 0-521-00794-1.
- Kaw, Autar; Kalu, Egwu (2008). "Numerical Methods with Applications" (Tài liệu)Bản mẫu:Inconsistent citations {{Chú thích tài liệu}}: Chú thích document cần |publisher= (trợ giúp); Đã bỏ qua tham số không rõ |edition= (trợ giúp)Quản lý CS1: postscript (liên kết).
- Gil, A., Segura, J., & Temme, N. M., Numerical methods for special functions (2007) Society for Industrial and Applied Mathematics.